# Eternismul (filosofia timpului)

Ilustrație a conceptului de eternism, care prezintă un bărbat plimbându-și câinele. Timpul progresează de la stânga la dreapta în seria de imagini. Din perspectiva timpului comun, fiecare dintre cele patru instante ar exista una după alta. Conform eternismului, toate cele patru instante există simultan.

În filosofia spațiului și timpului, eternismul este o abordare a naturii ontologice a timpului, care susține că toate momentele din timp sunt la fel de reale. Această perspectivă se deosebește de prezentism și de teoria blocului în creștere a timpului, care susțin că, cel puțin viitorul, nu este real în același mod ca orice alt moment. Anumite forme de eternism atribuie timpului o ontologie similară cu cea a spațiului, considerându-l o dimensiune. Astfel, diferitele momente din timp sunt la fel de reale ca diferitele locații, iar evenimentele viitoare „există deja”, în același mod în care există deja alte locații. De asemenea, această perspectivă neagă existența unui flux obiectiv al timpului.
Este uneori denumită teoria „bloc-timp” sau „bloc univers” datorită descrierii sale a spațiu-timpului ca un „bloc neschimbător” cu patru dimensiuni, spre deosebire de viziunea lumii ca un spațiu tridimensional modulat de trecerea timpului.

## Prezentul
În filosofia clasică, timpul este împărțit în trei regiuni distincte: „trecutul”, „prezentul” și „viitorul”. Acest model prezintă trecutul ca fiind fix și neschimbător, iar viitorul ca fiind, cel puțin parțial, incert. Pe măsură ce timpul trece, momentul care a fost odată prezent devine parte din trecut, iar o parte din viitor, la rândul său, devine noul prezent. În acest fel, se spune că timpul trece, cu un prezent distinct care avansează spre viitor și lasă trecutul în urmă. O viziune de acest tip, numită prezentism, susține că doar prezentul există. Prezentul nu călătorește printr-un mediu al timpului, deplasându-se dintr-un punct real din trecut spre un punct real din viitor. În schimb, pur și simplu se schimbă. Trecutul și viitorul nu există ca atare și sunt doar concepte folosite pentru a descrie prezentul real, izolat și în continuă schimbare. Acest model convențional prezintă o serie de probleme filozofice dificile și poate fi dificil de reconciliat cu teoriile științifice acceptate în prezent, cum ar fi teoria relativității.

Paradoxul barei și inelului este un exemplu al relativității simultaneității. Ambele capete ale barei traversează inelul simultan în cadrul de referință al inelului (stânga), dar capetele barei traversează unul după altul în cadrul de referință al barei (dreapta).

Relativitatea specială pune sub semnul întrebării ideea de simultaneitate absolută și de prezent universal. Conform principiului relativității simultaneității, observatori din diferite cadre de referință inerțiale pot avea măsurători diferite cu privire la faptul dacă o pereche de evenimente date s-a petrecut simultan sau la momente diferite. Nu există nicio bază fizică pentru a prefera judecățile unui cadru de referință în detrimentul altuia. Cu toate acestea, există evenimente care pot fi non-simultane în toate cadrele de referință: când un eveniment se află în conul de lumină al altuia - trecutul său cauzal sau viitorul său cauzal - atunci observatori din toate cadrele de referință vor fi de acord că un eveniment l-a precedat pe celălalt. Trecutul cauzal și viitorul cauzal sunt consistente în toate cadrele de referință, dar orice alt moment se află "în altă parte", unde nu există prezent, trecut sau viitor. Nu există un set fix de evenimente care să definească prezentul din punct de vedere fizic.
Există o serie de argumente filosofice care susțin că relativitatea implică eternismul. Filozoful științei Dean Rickles afirmă că „consensul printre filozofi pare a fi că relativitatea specială și generală sunt incompatibile cu prezentismul”. Potrivit lui Christian Wüthrich, prezentismul poate fi salvat doar prin respingerea fie a empirismului, fie a relativității. Dean Zimmerman și alții pledează pentru un singur cadru privilegiat, ale cărui judecăți despre lungime, timp și simultaneitate sunt cele adevărate, chiar dacă nu există o modalitate empirică de a distinge acest cadru.

## Curgerea timpului

### Antichitate
De-a lungul istoriei, s-au formulat diverse argumente pentru și împotriva existenței unui flux independent de timp, ilustrate de concepte precum fatalismul, reducționismul și platonismul: 
- Fatalismul clasic susține că orice propoziție despre viitor există și este fie adevărată, fie falsă. Prin urmare, există un set de propoziții adevărate despre viitor, care descriu viitorul exact așa cum este. Acest viitor este considerat a fi adevărat și inevitabil. Fatalismul este contestat prin postularea existenței unor propoziții care nu sunt nici adevărate, nici false, ci pot fi nedeterminate.

- Reducționismul pune sub semnul întrebării posibilitatea ca timpul să existe independent de relația dintre evenimente.

- Platonismul afirmă că timpul este absolut și există independent de evenimentele care îl ocupă.[4]

Filozoful grec Parmenide a afirmat că realitatea este atemporală și că schimbarea nu poate exista (o idee promovată de discipolul său Zenon din Eleea, cunoscut pentru paradoxurile sale legate de mișcare).

### Evul mediu
Filozoafa Katherin A. Rogers a susținut că Anselm din Canterbury credea într-o concepție eternistă a timpului, deși filozoful Brian Leftow a argumentat împotriva acestei interpretări, sugerând că Anselm susținea în schimb un tip de prezentism. Rogers a răspuns la această lucrare, apărându-și interpretarea inițială. În cartea sa Anselm on Freedom, Rogers abordează această problemă folosind termenul "patru-dimensionalism" pentru a descrie viziunea lui Anselm, conform căreia prezentul nu are o poziție privilegiată din punct de vedere ontologic". De asemenea, comentează că „Boethius și Augustin uneori par mai degrabă patru-dimensionaliști, dar Anselm este aparent primul care a adoptat poziția în mod constant și explicit.” Taneli Kukkonen susține în Oxford Handbook of Medieval Philosophy că "amestecul lui Augustin și Anselm de limbaj eternist și prezentist, neîncordat și tensionat, ne arată că filozofii medievali nu vedeau necesitatea de a alege tabere" așa cum o fac filozofii moderni.
Potrivit lui Augustin de Hipona, Dumnezeu transcende timpul, care există doar în universul creat. Toma de Aquino a susținut aceeași idee, iar mulți teologi sunt de acord. Din această perspectivă, Dumnezeu ar percepe universul ca un bloc, în timp ce timpul ar putea apărea diferit pentru ființele finite conținute în el.

### Perioada modernă
J. M. E. McTaggart, în lucrarea sa The Unreality of Time, prezintă unul dintre cele mai cunoscute argumente din filozofia modernă cu privire la natura timpului. McTaggart susține că timpul este o iluzie. El argumentează că descrierea evenimentelor ca fiind existente în timp absolut este auto-contradictorie, deoarece evenimentele trebuie să aibă proprietăți de a fi în trecut și în viitor, care sunt incompatibile între ele. McTaggart consideră că această contradicție afectează conceptul de timp în sine și concluzionează că realitatea este non-temporală. El numește această teorie "teoria B a timpului".
Dirck Vorenkamp, în lucrarea sa "Ordinea temporală a seriei B în teoria timpului lui Dōgen”, susține că învățătorul budist zen Dōgen a susținut o viziune asupra timpului similară cu teoria B a lui McTaggart, ce neagă existența unui prezent obiectiv. Totuși, Vorenkamp remarcă faptul că unele dintre raționamentele lui Dōgen conțineau și noțiuni din seria A, ceea ce ar putea indica o oarecare inconsecvență în gândirea lui Dōgen, conform spuselor sale.

### Fizica cuantică
Anumiți filozofi se bazează pe o teorie "atemporală" fundamentală, gravitația cuantică, care diferă semnificativ de restul fizicii în acest sens. Această teorie este utilizată, de exemplu, în teoria atemporalității lui Julian Barbour. Pe de altă parte, George Ellis susține că timpul este absent în teoriile cosmologice din cauza detaliilor pe care le omit.
Hrvoje Nikolić a propus recent un model de timp bloc ca soluție la paradoxul informațional al găurilor negre.

## Obiecții
Filozofi ca John Lucas critică Universul Bloc ca fiind o viziune insuficientă asupra timpului, ignorând aspecte precum trecerea sa, centralitatea prezentului, direcția sa și distincția dintre viitor și trecut. În mod similar, Karl Popper a argumentat în discuția sa cu Albert Einstein împotriva determinismului și eternismului, adoptând o perspectivă bazată pe bunul simț.
O teorie a timpului cu un viitor predeterminat, dar lipsit de statutul prezentului, ar contrazice percepția noastră obișnuită a timpului. Unii au susținut că teoriile de bun simț ale fluxului timpului pot fi compatibile cu eternismul, de exemplu interpretarea tranzacțională a lui John G. Cramer. Kastner (2010) sugerează că, pentru a menține simplitatea interpretării, ar trebui luate în considerare undele de ofertă și confirmare ca propagându-se într-un "spațiu superior" al posibilităților alternative.
În cartea sa Time Reborn, Lee Smolin susține că timpul este fundamental din punct de vedere fizic, spre deosebire de opinia lui Einstein, care considera timpul o iluzie. Smolin emite ipoteza că legile fizicii nu sunt fixe, ci evoluează în timp printr-o formă de selecție naturală cosmologică. În lucrarea The Singular Universe and the Reality of Time, scrisă în colaborare cu filozoful Roberto Mangabeira Unger, prezintă mai multe detalii despre opiniile sale cu privire la trecerea fizică a timpului. Spre deosebire de viziunea ortodoxă a universului bloc, Smolin susține că ceea ce există în schimb este un "prezent gros" în care două evenimente din prezent pot fi legate cauzal unul de celălalt. Marina Cortês și Lee Smolin susțin, de asemenea, că anumite clase de sisteme dinamice discrete demonstrează asimetria timpului și ireversibilitatea, ceea ce este incompatibil cu interpretarea timpului în universul bloc.
Avshalom Elitzur se opune cu vehemență interpretării timpului în Universul Bloc. La conferința Time in Cosmology, desfășurată la Institutul Perimetru de Fizică Teoretică în 2016, Elitzur a declarat: „Sunt sătul și obosit de acest univers bloc,... nu cred că joia viitoare are aceeași bază ca joia aceasta. Viitorul nu există. Nu există! Ontologic, nu este acolo." Elitzur și Shahar Dolev susțin că anumite experimente cuantice, precum Quantum Liar și evaporarea găurilor negre, invalidează modelul principal al Universului Bloc și demonstrează existența unei treceri obiective a timpului. Elitzur și Dolev cred că o trecere obiectivă a timpului este compatibilă cu relativitatea și ar putea rezolva multe dintre problemele Universului Bloc, precum și conflictul dintre relativitate și mecanica cuantică. Elitzur și Dolev consideră că anumite experimente cuantice demonstrează existența unor istorii alternative și că spațiu-timpul ar putea fi modificat, afectând astfel cursul întregii istorii.